# Carlo Simi
Carlo Simi (* 7. November 1924 in Viareggio; † 26. November 2000 in Rom) war ein italienischer Architekt, Produktionsdesigner und Kostümbildner.
Simi wurde durch seine Arbeiten für Sergio Leones und Sergio Corbuccis Italowestern bekannt. Seine bekannteste Schöpfung, die Westernstadt El Paso, ist noch heute am Rande der Wüste von Tabernas als Mini-Hollywood zu sehen. Auch für andere Filme schuf er ganze Straßen und beeinflusste die Bildgestaltung der Werke enorm. 1965 stand er im Film Für ein paar Dollar mehr auch einmal als Bankmanager vor der Kamera.
Für Es war einmal in Amerika erhielt Simi den Nastro d’Argento für die beste Ausstattung.

## Filmografie (Auswahl)
- 1961: Romulus und Remus (Romolo e Remo)
- 1964: Die letzten Zwei vom Rio Bravo (Le pistole non discutono)
- 1964: Für eine Handvoll Dollar (Per un pugno di dollari)
- 1965: Für ein paar Dollar mehr (Per qualche dollaro in più)
- 1965: Minnesota Clay
- 1965: Django der Rächer (Texas addio)
- 1965: 100.000 Dollar für einen Colt (La muerte cumple condena)
- 1966: Django
- 1966: Lanky Fellow – Der einsame Rächer (Per il gusto di uccidere)
- 1966: Ringo mit den goldenen Pistolen (Johnny Oro)
- 1966: Zwei glorreiche Halunken (Il buono, il brutto, il cattivo)
- 1967: Der Gehetzte der Sierra Madre (La resa dei conti)
- 1967: Von Angesicht zu Angesicht (Faccia a faccia)
- 1968: Spiel mir das Lied vom Tod (C’era una volta il West)
- 1969: Sabata (Ehi amico… c’è Sabata, hai chiuso!)
- 1973: Die perfekte Erpressung (Revolver)
- 1974: Vier Fäuste und ein heißer Ofen (Carambola filotto… tutti in buca)
- 1975: Nobody ist der Größte (Un genio, due compari, un pollo)
- 1976: Keoma – Das Lied des Todes (Keoma)
- 1978: Silbersattel (Sella d’argento)
- 1984: Es war einmal in Amerika (Once Upon a Time in America)
- 1987: Renegade
- 1991: Wo die Nacht beginnt (Dove comincia la notte)